# Kalev Ermits

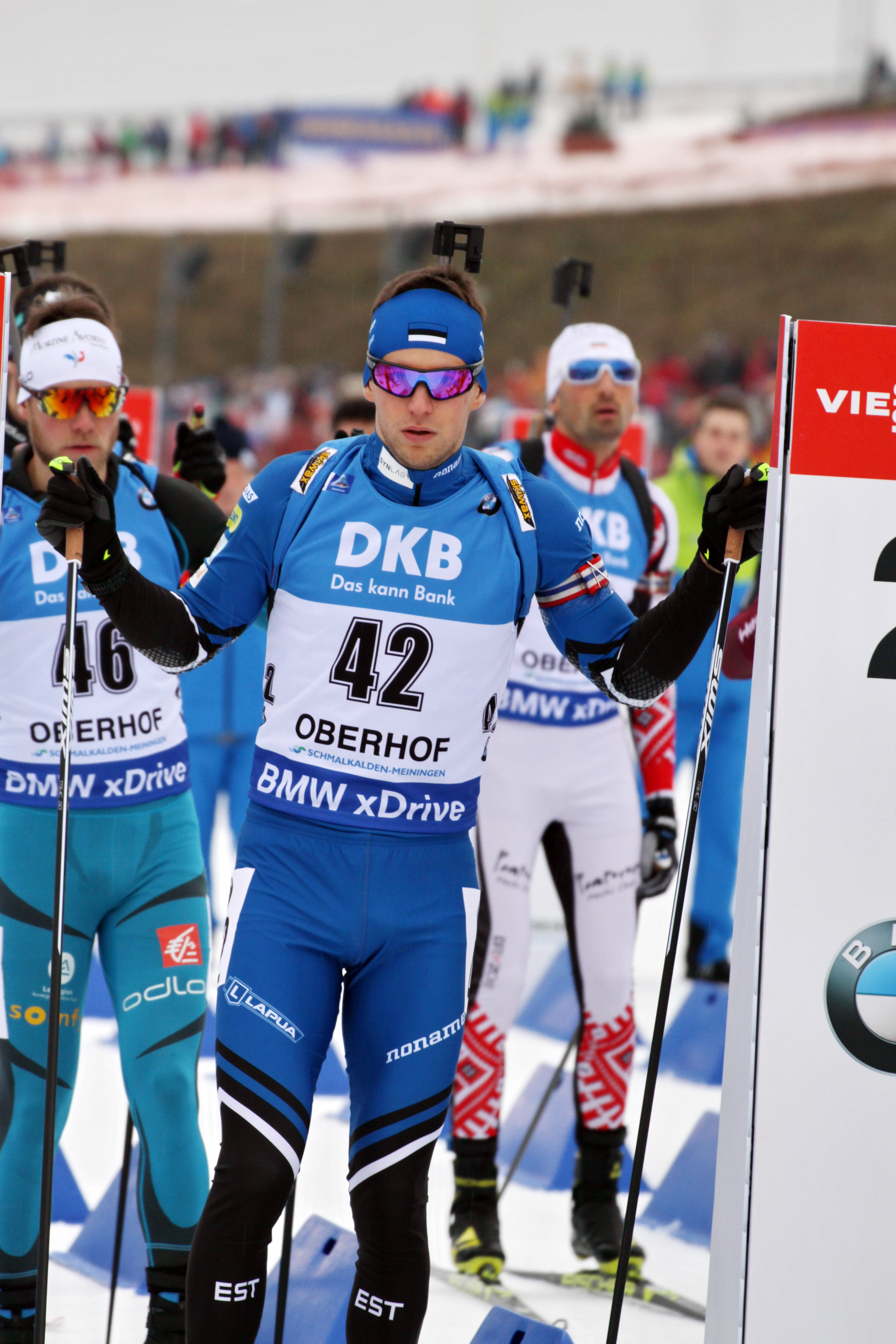
Kalev Ermits na světovém poháru v Oberhofu 2018

Kalev Ermits (* 19. září 1992 Tartu) je bývalý estonský biatlonistka.
Ve své kariéře nevyhrál ve světovém poháru žádný individuální ani kolektivní závod. Jeho nejlepším výsledkem je jedenácté místo ze stíhacího závodu z Presque Isle z února 2016. Kariéru ukončil v roce 2022.
V květnu roku 2022 se oženil s estonskou biatlonistkou Reginou Ojovou.
Mluví plynně estonsky, anglicky, finsky a rusky.

## Výsledky

### Olympijské hry a mistrovství světa
| Sezóna  | D   | Místo         | SP  | SZ  | HZ | IZ  | ŠT  | SŠT | SZD | Věk    |
| ------- | --- | ------------- | --- | --- | -- | --- | --- | --- | --- | ------ |
| 2013/14 | ZOH | Soči          | –   | –   | –  | 69. | 17. | –   | ×   |        |
| 2014/15 | MS  | Kontiolahti   | 64. | –   | –  | 40. | 15. | 19. | –   | 22 let |
| 2015/16 | MS  | Oslo          | 63. | –   | –  | –   | 14. | 21. | –   | 23 let |
| 2016/17 | MS  | Hochfilzen    | 78. | –   | –  | –   | 21. | –   | –   | 24 let |
| 2017/18 | ZOH | Pchjongčchang | 36. | 41. | –  | 32. | 13. | –   | ×   | 25 let |
| 2018/19 | MS  | Östersund     | 67. | –   | –  | 38. | 14. | 14. | –   | 26 let |
| 2019/20 | MS  | Anterselva    | 80. | –   | –  | 86. | 21. | 15. | –   | 27 let |
| 2020/21 | MS  | Pokljuka      | 91. | –   | –  | 93. | 21. | 19. | –   | 28 let |
| 2021/22 | ZOH | Peking        | 88. | –   | –  | 78. | 15. | –   | ×   | 29 let |

### Světový pohár
Sezóna 2021/22
| ČSP              | Místo            | SP  | SZ  | HZ | IZ  | ŠT  | SŠT | SZD |
| ---------------- | ---------------- | --- | --- | -- | --- | --- | --- | --- |
| 1.               | Östersund        | 92. | –   | –  | –   | –   | –   | –   |
| 2.               | Östersund (2)    | 90. | –   | –  | –   | 14. | –   | –   |
| 3.               | Hochfilzen       | 92. | –   | –  | –   | 14. | –   | –   |
| 4.               | Annecy           | 72. | –   | –  | –   | –   | –   | –   |
| 5.               | Oberhof          | 65. | –   | –  | –   | –   | –   | 27. |
| 6.               | Ruhpolding       | 19. | 53. | –  | –   | 19. | –   | –   |
| 7.               | Anterselva       | –   | –   | –  | 48. | 13. | –   | –   |
| 8.               | Kontiolahti      | 50. | 55. | –  | –   | 16. | –   | –   |
| 9.               | Otepää           | 44. | –   | –  | –   | –   | 13. | –   |
| 10.              | Oslo             | 82. | –   | –  | –   | –   | –   | –   |
| Celkové umístění | Celkové umístění | 66. | –   | –  | –   | 16. | 18. | 18. |
| Celkové umístění | Celkové umístění | 81. |     |    |     | 16. | 18. | 18. |